# Danh sách phim về Chiến tranh Việt Nam
Danh sách về Chiến tranh Việt Nam bao gồm những bộ phim truyện và phim tài liệu đề cập đến Chiến tranh Việt Nam trong nội dung phim.
Đây là một danh sách chưa hoàn tất, và có thể sẽ không bao giờ thỏa mãn yêu cầu hoàn tất. Bạn có thể đóng góp bằng cách mở rộng nó bằng các thông tin đáng tin cậy.

## Phim truyện
| Tên                            | Đạo diễn                                          | Quốc gia                  | Năm sản xuất | Thời lượng (phút)    | Giải thưởng | Ghi chú |
| ------------------------------ | ------------------------------------------------- | ------------------------- | ------------ | -------------------- | --- | --- |
| Chung một dòng sông            | Nguyễn Hồng Nghi Phạm Hiếu Dân                    | Việt Nam Dân chủ Cộng hòa | 1959         | 90                   | | Bộ phim đầu tiên của Điện ảnh Cách mạng Việt Nam.                                                                                               |
| Nổi gió                        | Nguyễn Huy Thành                                  | Việt Nam Dân chủ Cộng hòa | 1966         | 90                   | Liên hoan phim Việt Nam 1970: - Bông sen Vàng. | Bộ phim đầu tiên của Điện ảnh cách mạng Việt Nam nói về Chiến tranh Việt Nam với bối cảnh miền Nam.                                             |
| Cô giáo Hạnh                   | Vũ Phạm Từ Phạm Kỳ Nam                            | Việt Nam Dân chủ Cộng hòa | 1966         | 29                   | | [ 1 ] |
| Hòa Bình                       | Raoul Coutard                                     | Pháp                      | 1970         |                      | Liên hoan phim Cannes: - Công việc đầu tiên xuất sắc nhất. | |
| Xin nhận nơi này làm quê hương | Hoàng Vĩnh Lộc                                    | Việt Nam Cộng hòa         | 1970         | 90                   | Giải thưởng Văn học - nghệ thuật Sài Gòn 1969 Liên hoan phim quốc tế Frankfurt 1970 | |
| O.k.                           | Michael Verhoeven                                 | Đức                       | 1970         | 79                   | Giải thưởng điện ảnh Đức: - Kịch bản xuất sắc - Nữ diễn viên trẻ triển xuất sắc | |
| Không nơi ẩn nấp               | Phạm Kỳ Nam                                       | Việt Nam Dân chủ Cộng hòa | 1971         | 103                  | | |
| Người tình không chân dung     | Hoàng Vĩnh Lộc                                    | Việt Nam Cộng hòa         | 1971         | 105                  | Đại hội Điện ảnh Á Châu 1971: - Chủ đề phim xuất sắc nhất. - Nữ tài tử chính khả ái nhất. | |
| Chân trời tím                  | Lê Hoàng Hoa                                      | Việt Nam Cộng hòa         | 1971         | 90                   | Giải văn học - nghệ thuật toàn quốc: - Giải Vàng (3 giải) | |
| Vĩ tuyến 17 ngày và đêm        | Hải Ninh                                          | Việt Nam Dân chủ Cộng hòa | 1972         | 180                  | Liên hoan phim quốc tế Moskva 1973: - Giải của Hội đồng hòa bình Thế giới. - Nữ diễn viên xuất sắc cho Trà Giang. | Trong thời gian quay phim, Hoa Kỳ thực hiện Chiến dịch Linebacker II cho máy bay ném bom Hà Nội.                                                |
| Trên đỉnh mùa đông             | Trần Thiện Thanh                                  | Việt Nam Cộng hòa         | 1972         | 60                   | | |
| Bài ca ra trận                 | Trần Đắc                                          | Việt Nam Dân chủ Cộng hòa | 1973         | 96                   | Liên hoan phim Việt Nam 1975: - Bông sen Bạc. | |
| Đất khổ                        | Hà Thúc Cần                                       | Việt Nam Cộng hòa         | 1974         | 102                  | | Trịnh Công Sơn đóng vai chính trong cuốn phim này.                                                                                              |
| Em bé Hà Nội                   | Hải Ninh (nghệ sĩ)                                | Việt Nam Dân chủ Cộng hòa | 1974         | 100                  | Liên hoan phim Việt Nam 1975: - Bông sen Vàng. Liên hoan phim quốc tế Moskva 1975: - Giải đặc biệt của Ban giám khảo. Liên hoan phim Quốc tế Syria: - Giải thưởng của Mặt trận giải phóng Palestine. | |
| Mộng Thường                    | Trần Thiện Thanh                                  | Việt Nam Cộng hòa         | 1974         | 60                   | | |
| Mối tình đầu                   | Hải Ninh Hoài Linh                                | Việt Nam                  | 1977         | 90                   | Liên hoan phim Việt Nam 1980: - Bông sen Bạc. - Nam diễn viên chính xuất sắc nhất. | |
| Coming home                    | Oliver Stone                                      | Hoa Kỳ                    | 1978         |                      | Giải Oscar 1978: - Nữ diễn viên chính xuất sắc nhất. | |
| Cánh đồng hoang                | Nguyễn Hồng Sến                                   | Việt Nam                  | 1979         | 95                   | Liên hoan phim Việt Nam 1980 - Bông sen Vàng. - Bông sen Vàng - Giải biên kịch. - Giải nam diễn viên. - Giải quay phim. - Giải đặc biệt - Liên Đoàn báo chí Điện ảnh Quốc tế. Liên hoan phim quốc tế Moskva 1981: - Huy chương Vàng. | |
| Apocalypse Now                 | Francis Ford Coppola                              | Hoa Kỳ                    | 1979         | 153                  | Liên hoan phim Cannes 1979: - Cành cọ vàng. Quả cầu vàng 1979: - Phim chính kịch hay nhất. Liên hoan phim Quốc tế Hawaii: - Giải đặc biệt của Ban giám khảo. | |
| Tự thú trước bình minh         | Phạm Kỳ Nam Văn Hòa                               | Việt Nam                  | 1979         | 92                   | | |
| Ngọn lửa Krông Jung            | Lê Hoàng Hoa Hồ Ngọc Xum                          | Việt Nam                  | 1980         | 90                   | | |
| Bao giờ cho đến tháng Mười     | Đặng Nhật Minh                                    | Việt Nam                  | 1984         | 95                   | Liên hoan phim Việt Nam 1985: - Bông sen Vàng. Liên hoan phim Quốc tế châu Á - Thái Bình Dương 1989: - Giải đặc biệt. Liên hoan phim quốc tế Moskva 1985: - Bằng khen của Ủy ban Bảo vệ Hòa bình. Liên hoan phim Quốc tế Hawaii 2015: - Giải thưởng đặc biệt của Ban giám khảo | |
| Tọa độ chết                    | Samvel Gasparov Nguyễn Xuân Chân                  | Liên Xô · Việt Nam        | 1985         | 78                   | | |
| Platoon                        | Oliver Stone                                      | Hoa Kỳ                    | 1986         | 120                  | Giải Oscar 1986: - Phim hay nhất. - Đạo diễn xuất sắc nhất. | |
| Chào buổi sáng, Việt Nam       | Barry Levinson                                    | Hoa Kỳ                    | 1987         | 119                  | | |
| Áo giáp sắt                    | Stanley Kubrick                                   | Hoa Kỳ                    | 1987         | 116                  | | |
| Sinh ngày mùng 4 tháng 7       | Oliver Stone                                      | Hoa Kỳ                    | 1989         |                      | Giải Oscar 1989: - Đạo diễn xuất sắc nhất Giải Quả cầu vàng 1989: - Đạo diễn xuất sắc nhất - Nam diễn viên phim chính kịch xuất sắc nhất | |
| Casualties of War              | Brian De Palma                                    | Hoa Kỳ                    | 1989         | 119                  | Political Film Society 1990: Hạng mục Hòa bình Giải Quả cầu vàng 1990: Âm nhạc gốc xuất sắc | |
| JFK                            | Oliver Stone                                      | Hoa Kỳ                    | 1991         | 189                  | Giải Oscar 1991: - Dựng phim xuất sắc nhất | |
| Trời và Đất                    | Oliver Stone                                      | Hoa Kỳ                    | 1993         | 140                  | | |
| Forrest Gump                   | Robert Zemeckis                                   | Hoa Kỳ                    | 1994         | 141                  | Giải Oscar 1994: - Nam diễn viên chính xuất sắc nhất - Đạo diễn xuất sắc nhất - Dựng phim xuất sắc nhất- Phim hay nhất - Kỹ xảo - Kịch bản chuyển thể xuất sắc nhất Giải Sao Thổ 1995: - Nam diễn viên phụ xuất sắc nhất - Phim giả tưởng xuất sắc nhất Giải BAFTA 1995: - Hiệu ứng đặc biệt. Giải của Hiệp hội phê bình phim Chicago 1995: - Nam chính. Giải Quả cầu vàng 1995: - Nam chính phim chính kịch - Đạo diễn - Phim chính kịch hay nhất Giải của Nghiệp đoàn diễn viên màn ảnh 1995: - Nam chính | |
| Lưỡi dao                       | Lê Hoàng                                          | Việt Nam                  | 1995         | 100                  | Hội Điện ảnh Việt Nam 1995: - Giải A Liên hoan phim Việt Nam 1996: - Bằng khen cho phim - Nam diễn viên xuất sắc nhất Giải Mai vàng 1995: - Diễn viên nữ | |
| Trường Sơn ngày ấy             | Nguyễn Bá Lân                                     | Việt Nam                  | 1999         | 88                   | | |
| Chúng tôi từng là lính         | Randall Wallace                                   | Hoa Kỳ                    | 2002         | 138                  | | |
| Rồng xanh                      | Timothy Linh Bui                                  | Hoa Kỳ                    | 2001         | 115                  | | Phim nói về người tị nạn Việt Nam tại nước ngoài.                                                                                               |
| Người Mỹ trầm lặng             | Phillip Noyce                                     | Hoa Kỳ                    | 2002         | 101                  | | |
| Cổ điển                        | Kwak Jae-yong                                     | Hàn Quốc                  | 2003         | 127                  | Hồng Kông Film Award 2004: - Các phim điện ảnh châu Á hay nhất Daejong sang Awards 2003: - Diễn viên mới xuất sắc nhất PaekSang Arts Awards 2003: - Diễn viên mới xuất sắc nhất Blue Dragon Film Awards 2003: - Ngôi sao được yêu thích. Giải thưởng Điện ảnh tình yêu Quốc tế Moscow 2004: - Cặp đôi Yêu thích nhất | |
| Hà Nội 12 ngày đêm             | Bùi Đình Hạc Nguyễn Khắc Lợi Lê Thi Bùi Trung Hải | Việt Nam                  | 2002         | 62                   | Cánh diều vàng 2002: - Giải khuyến khích kịch bản phim truyện xuất sắc nhất | |
| Đường thư                      | Bùi Tuấn Dũng                                     | Việt Nam                  | 2005         | 90                   | | |
| Áo lụa Hà Đông                 | Lưu Huỳnh                                         | Việt Nam                  | 2006         | 135                  | Cánh diều vàng 2006: - Phim truyện nhựa xuất sắc nhất - Quay phim xuất sắc - Âm thanh xuất sắc - Đạo diễn phim nhựa xuất sắc - Nam diễn viên chính xuất sắc Liên hoan phim quốc tế Busan 2006: - Giải bình chọn của khán giả | |
| Vượt sóng                      | Trần Hàm                                          | Hoa Kỳ                    | 2007         | 135                  | Liên hoan phim Quốc tế Amazonas: - Giải Nhất của ban giám khảo Liên hoan phim Quốc tế Anchorage - Phim dài xuất sắc nhất Liên hoan phim Quốc tế Milano - Quay phim xuất sắc nhất Liên hoan phim Newport Beach - Diễn viên xuất sắc - Giải giám khảo đặc biệt Liên hoan phim Quốc tế Mỹ gốc Á San Francisco - Giải khán giả Quỹ Princess Grace - Giải dự án Đặc biệt Liên hoan phim Quốc tế Boulder - Phim dài xuất sắc nhất                                                                                 | |
| Người hùng báo thù             | Zack Snyder                                       | Hoa Kỳ                    | 2008         | 163                  | | |
| Đừng đốt                       | Đặng Nhật Minh                                    | Việt Nam                  | 2009         | 100                  | Liên hoan phim Việt Nam 2009 - Bông sen Vàng - phim xuất sắc Liên hoan phim ngắn Việt Nam 2009 - Phim nhựa xuất sắc - Nữ diễn viên chính xuất sắc - Đạo diễn xuất sắc - Họa sĩ xuất sắc - Âm thanh xuất sắc - Giải phim khán giả bình chọn | |
| Giao thừa                      | Hồ Thanh Tuấn                                     | Việt Nam                  | 2009         |                      | | |
| Người lính                     | Aleksandr Chernyaev                               | Việt Nam · Nga            | 2011         | 180                  | | |
| Mùi cỏ cháy                    | Nguyễn Hữu Mười                                   | Việt Nam                  | 2012         | 97                   | Cánh diều vàng 2011: - Phim điện ảnh xuất sắc - Âm nhạc xuất sắc - Biên kịch xuất sắc - Quay phim xuất sắc Liên hoan phim Việt Nam 2011: - Bông sen Bạc - phim xuất sắc - Bông sen Vàng - Biên kịch xuất sắc nhất | |
| Những người viết huyền thoại   | Bùi Tuấn Dũng                                     | Việt Nam                  | 2013         |                      | Liên hoan phim Việt Nam 2013: - Phim truyện nhựa xuất sắc nhất - Nam diễn viên chính xuất sắc nhất - Nữ diễn viên chính xuất sắc nhất - Biên kịch xuất sắc nhất - Thiết kế Mỹ thuật xuất sắc nhất - Giải khán giả bình chọn | |
| X-Men: Ngày cũ của tương lai   | Bryan Singer                                      | Hoa Kỳ                    | 2014         | 131                  | Teen Choice Awards 2014 - Nữ diễn viên vai khoa học viễn tưởng Visual Effects Society Awards 2015 - Quay phim xuất sắc - Hiệu ứng xuất sắc Kids' Choice Awards 2015 - Nữ ngôi sao hành động được yêu thích Empire Awards 2015: - Phim khoa học viễn tưởng xuất sắc | Bộ phim thể loại viễn tưởng, siêu anh hùng lấy bối cảnh năm 1973 sau khi Hiệp định Paris được ký kết và quân đội Hoa Kỳ đang rút khỏi Việt Nam. |
| Năm chiến hữu                  | Spike Lee                                         | Hoa Kỳ                    | 2020         | 156                  | BET Awards: - Diễn viên chính xuất sắc nhất (Chadwick Boseman) | |
| Cảm tình viên                  | Park Chan-wook Fernando Mierelles Mark Munden     | Hoa Kỳ                    | 2024         | 60 phút / 7 tập phim | | Phim truyền hình chuyển thể từ tiểu thuyết hư cấu cùng tên.                                                                                     |

## Phim tài liệu
| Tên                                               | Áp phích | Đạo diễn                                                                                                 | Quốc gia | Năm sản xuất | Thời lượng (phút) | Giải thưởng | Ghi chú |
| ------------------------------------------------- | -------- | --- | -------- | ------------ | ----------------- | --- | ------- |
| Những vj thần Mills: Việt Nam                     |          | Beryl Fox                                                                                                | Canada   | 1965         | 56                | Giải thưởng George Polk 1965 - Phim tài liệu truyền hình hay nhất Giải thưởng điện ảnh Canada 1965 - Phim của năm |         |
| Trung đội Anderson                                |          | Pierre Schoendoerffer                                                                                    | Pháp     | 1967         | 60                | Giải Oscar 1967 - Phim Tài liệu xuất sắc nhất Giải Emmy 1968 - Phim Tài liệu xuất sắc nhất |         |
| Xa Việt Nam                                       |          | Joris Ivens, William Klein, Claude Lelouch, Agnès Varda, Jean-Luc Godard, Chris Marker and Alain Resnais | Pháp     | 1967         | 115               | |         |
| A Face of War                                     |          | Eugene S. Jones                                                                                          | Hoa Kỳ   | 1968         | 72                | |         |
| In the Year of the Pig                            |          | Emile de Antonio                                                                                         | Hoa Kỳ   | 1969         | 104               | |         |
| Cảnh đường phố 1970                               |          | Martin Scorsese                                                                                          | Hoa Kỳ   | 1970         | 75                | |         |
| The World of Charlie Company                      |          | John Laurence                                                                                            | Hoa Kỳ   | 1970         |                   | |         |
| Vietnam!, Vietnam!                                |          | Sherman Beck                                                                                             | Hoa Kỳ   | 1971         | 58                | |         |
| Cuộc chiến tranh không tuyên bố. Nhật ký Việt Nam |          | I.Galin                                                                                                  | Liên Xô  | 1969         | 50                | |         |
| Vietnam, Vietnam                                  |          | Sherman Beck                                                                                             | Hoa Kỳ   | 1971         | 58                | |         |
| Việt Nam cuộc chiến 10000 ngày                    |          | Michael Maclear                                                                                          | Hoa Kỳ   | 1980         | 60 x 13 tập       | |         |
| Daughter from Danang                              |          | Gail Dolgin Vicente Franco                                                                               | Hoa Kỳ   | 2002         | 83                | Liên hoan Phim Sundance 2002 - Grand Jury Prize cho phim tài liệu hay nhất. Liên hoan phim Quốc tế San Francisco - Golden Gate Award Grand Prize cho phim tài liệu hay nhất Vùng Vịnh. Liên hoan phim Ojai - Phim tài liệu hay nhất. Liên hoan Phim Durango (Colorado) - Giải nhà làm phim. Liên hoan phim Texas 2002 - Giải Chọn lựa từ khán giả. - Phim tài liệu hay nhất. Liên hoan phim Quốc tế New Jersey - Phim tài liệu hay nhất. Liên hoan phim Quốc tế Nashville - Phim đáng vinh danh cho phim tài liệu hay nhất. Liên hoan phim Quốc tế Cleveland - Hạng hai - Phim tài liệu hay nhất. |         |
| Những ngày cuối cùng ở Việt Nam                   |          | Rory Kennedy                                                                                             | Hoa Kỳ   | 2014         | 98                | |         |
| Chiến tranh Việt Nam                              |          | Ken Burns                                                                                                | Hoa Kỳ   | 2017         | 1080              | |         |